# 페리 원정

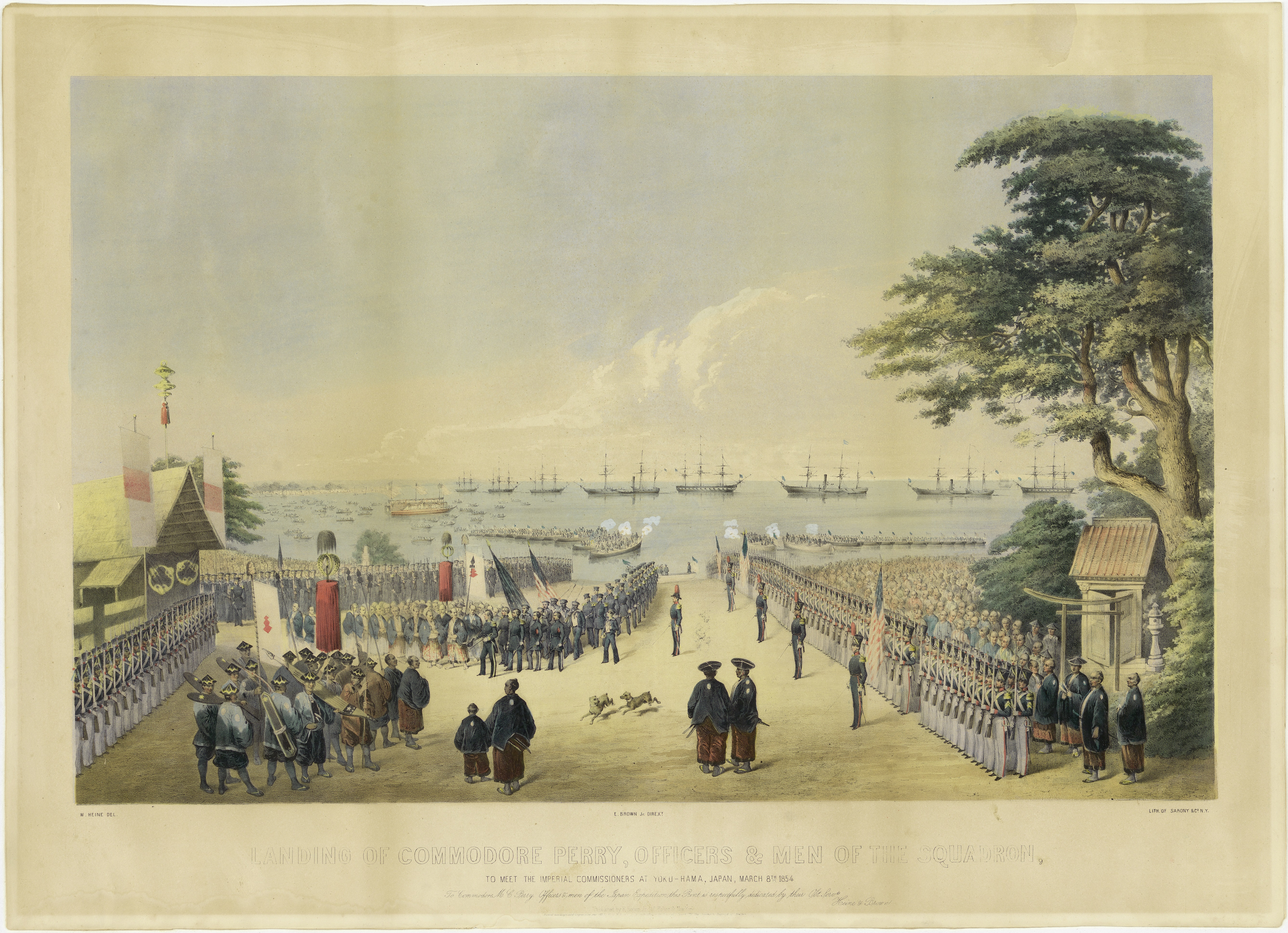
1854년 3월 8일 요코하마에 내항한 흑선(E. Brown, Jr., 1855-1856)

페리 원정(미국 측, Perry 遠征; 영어: Perry Expedition) 또는 흑선 내항(일본 측, 일본어: 黒船来航 구로후네라이코[*])은 1853년 가에이 6년에 미국의 제독 매튜 C. 페리가 이끄는 미국 해군 동인도 전대의 증기선 2척을 포함하여, 함선 4척이 일본에 내항한 사건이다. 당초 구리하마에 내항했지만 당시 구리하마 항구는 모래사장으로 함선이 접안할 수 없었기에 막부는 에도 만 우라가(지금의 가나가와현 요코스카시 우라가)로 유도했다. 제13대 밀러드 필모어 미국 대통령의 국서를 막부에 전달했고, 이듬해 〈미일화친조약〉(가나가와 조약) 체결에 이르렀다. 일본에서는 주로 이 사건에서 메이지 유신까지를 ‘막말’(막부 말기)라고 부르고 있다.

## 배경

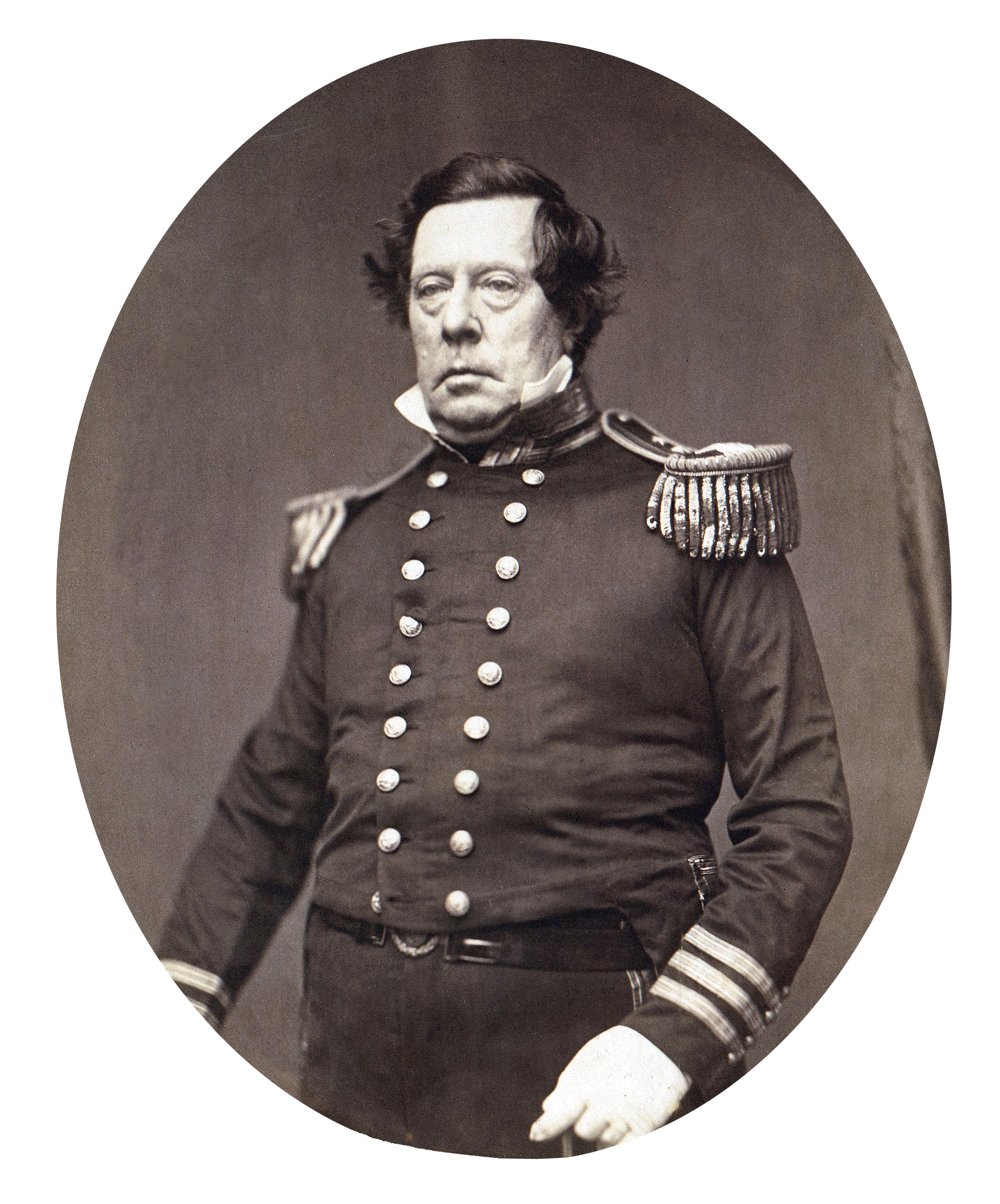
매튜 C. 페리 제독

### 미국의 아시아 시장 진출
산업 혁명을 맞이한 서유럽 각국은 대량생산된 공산품의 수출을 확대할 필요성을 느끼고 있었다. 인도를 중심으로 동남아시아와 중국 대륙의 청나라에 대한 시장 확대를 서두르고 있었지만, 이것은 치열한 식민지 획득 경쟁으로 이어지게 된다. 시장 확대 경쟁은 영국이 우세를 보이고 있었고, 프랑스 등이 앞서 있었으며, 인도와 동남아시아에 거점이 없는 미국은 뒤쳐지고 있었다.
그 후 미국은 1833년에 특사 에드먼드 로버츠를 파견한 성과로서, 라따나꼬신 왕국 및 머스캣 앤드 오만과의 통상 조약을 간신히 체결하는데 성공했다. 1834년에 미국으로 돌아간 에드먼드 로버츠는 국무장관 루이스 맥레인에게 보고서를 제출하였다. 그 보고서에서 그는 "조선 및 북부 중국과 통상을 여는 길은 먼저 일본과 조약을 맺는 것"이라고 하였다. 이에 미국은 에도 막부 및 청나라와의 협약 체결을 위해 에드먼드 로버츠를 특사로 파견하였다.(1835년) 이때 동인도 함대가 설립되어 있다. 그런데, 1836년 에드먼드 로버츠가 마카오에서 병사 하여, 이 시도는 성공하지 못했다.
하지만, 아편 전쟁 이후 1842년에 청나라 사이에 〈왕샤 조약〉 을 체결하여 미국은 중국 시장에 진출하게 된다. 이 조약의 비준을 위해 동인도 함대 사령관 제임스 비들이 청나라에 파견되었지만, 제임스 비들은 일본과의 조약 협상의 임무도 띠고 있었다. 따라서 1846년 우라가에 내항을 했지만, 조약을 맺을 수 없었다.

### 보급 기항지 확보
산업 혁명으로 유럽과 미국의 공장과 사무실은 밤늦게까지 가동하였으며, 그 윤활유와 램프의 등불로 주로 향유고래의 고래 기름이 사용되고 있었다. 이 수요를 충당하기 위해 서양 국가는 일본 연안을 포함하여 전 세계의 바다에서 고래잡이를 활발하게 진행하고 있었다.
일본 근해에서는 재팬 그라운드라는 이즈, 오가사와라 제도 부근과 캄차카 그라운드라는 캄차카 반도 동쪽이 어장으로 알려져 있으며, 미국 동부 해안을 기지로 하는 포경선은 1년 이상 항해를 하는 것이 보통이었다. 당시의 포경선은 선상에서 고래 기름의 추출을 하고 있었기 때문에, 대량의 장작, 물이 필요했으며, 장기항해용 식량을 포함한 태평양에서의 보급 거점이 요구되고 있었고, 미국도 예외는 아니었다.
그 외에 난파선의 문제도 있었다. 표류민의 보호는 당시 미국 해군의 임무 중 하나였으며, 1849년에는 제임스 글린이 난파한 미국 포경선 선원을 데려가기 위해 나가사키에 내항한 적이 있었다. 그 비용의 관점에서도 태평양에 접한 일본과 조약을 체결하는 것이 유리한 상황이었다.

### 미국-멕시코 전쟁
미국은 이미 1846년에 영국과의 협상을 통해 오리건의 남쪽 절반을 영토로 편입시켰지만, 1846년에서 1848년까지의 미국-멕시코 전쟁을 통해 다시 캘리포니아를 획득했다. 이에 따라 미국은 태평양에 접한 국가가 되었고, 미래의 태평양 항로 개척이 필연적이 되었다. 이론적 항로로 서해안에서 북상하여 알류샨 열도, 쿠릴 열도를 따라 남하하여, 쓰가루 해협을 통해 동해로 나와 상하이에 도착하는 대원 경로가 있었다.
따라서 쓰가루 해협에 접한 하코다테에 보급 본부를 두는 것이 바람직했다. 또한 미국-멕시코 전쟁에서 승리로 당시까지 주력 함대였던 멕시코 만 함대의 필요성이 줄어들었고, 해군은 예산 확보를 위해서도 동인도 함대를 강화할 필요가 생겼다.

### 페리 내항 이전 미국 관계
페리 내항 이전에도 미국과 관련된 사건은 적지 않았다.
- 1791년 (간세이 3년) - 모험가이자, 상인인 존 켄드릭이 2척의 배와 함께 기이오시마에 상륙하여, 일본을 방문한 최초의 미국인이 되었다.
- 1797년 (간세이 9년) - 네덜란드가 프랑스에 점령되어 버렸기 때문에, 몇 척의 미국 선박이 네덜란드 국기를 게양하고 데지마에서 무역을 한다. 1809년 (문화 6년)까지 13회 내항이 기록되어 있다.
- 1830년 (덴포 원년) - 오가사와라 제도의 지치지마섬에 너대니얼 세이보리가 상륙했다.
- 1835년 (덴포 6년) - 앤드루 잭슨 대통령은 에드먼드 로버츠(Edmund Roberts)를 특명 사신으로 청나라, 일본과의 협상을 위해 아시아에 파견했지만, 로버츠는 중국에서 사망했다. 로버츠를 아시아에 데려가기 위해 동인도 함대가 편성되었다.
- 1837년 (덴포 8년) - 미국 상인 찰스 킹이 상선 모리슨 호에서 오토키치 등 표류민을 일본에 데려다 주기위해 우라가로 여행. 1808년의 나가사키에서 영국 군함이 일으킨 ‘페이튼 호 사건’ 이후 이국선 타격령에 따라 일본 측 포대가 모리슨 호를 포격한다. (모리슨 호 사건)
- 1845년 (고카 2년) - 포경선 맨하탄 호가 22명의 일본인 표류민을 구출하여, 선장 머케이터 쿠퍼는 우라가에 입항을 허용받고 우라가 봉행과 대면했다.
- 1846년 (고카 3년) 윤 5월 - 미국 동인도 함대 사령관 제임스 비들이 콜럼버스 호, 빈센스 호 2척의 군함을 이끌고 우라가에 도항하여, 통상을 요구했지만 거부당했다. 미 군함의 첫 일본 기항이었다.
- 1846년 (고카 3년) - 미국 포경선 로렌스 호의 승무원이 이투루프섬에 표류하여, 이듬해 나가사키에서 네덜란드 선박에 인도된다.
- 1848년 (가에이 원년) - 미국 포경선 라고다 호의 승무원이 서 에조 땅에 표착. 로렌스 호의 승무원과 마찬가지로 나가사키에 호송되는데, 탈출을 시도했기 때문에 하옥당한다. 이러한 상황이 미국에서는 “미국인이 학대를 당했다로” 전해진다.
- 1848년 (가에이 원년) - 라널드 맥도날드가 일본인에게 영어를 가르치려고 스스로의 의지로 밀입국했다.
- 1849년 (가에이 2년) - 동인도 함대의 제임스 글린을 함장으로 하는 미국 군함 ‘프레블 호’가 나가사키에 입항하여, 전년에 표착한 라고다 호 선원과 맥도날드를 태우고 퇴각한다. 이때 그린이 제시한 ‘의연한 태도’가 이후 페리의 계획에 영향을 미친다.

### 오릭의 일본 개국 지령과 해임
이러한 상황 속에서 1851년 5월 29일(가에이 4년 4월 30일) 제13대 밀러드 필모어 대통령은 일본의 개국과 통상 관계를 맺기 위해 동인도 함대 사령관 대장 존 오릭에게 일본 파견 특사 임무를 하달했고, 1851년 6월 8일에 증기프리깃 ‘서스퀘해나’(USS Susquehanna)는 동인도 함대의 기함이 되어 극동을 향해 출발했다. 그러나 오릭은 서스퀘해나의 함장과 문제를 일으켜 해임되었고, 1852년 2월에 대장 매튜 C. 페리에게 그 책임이 이임되었다.

## 1853년 내항
페리는 해군 장관 케네디로부터 1852년 11월 13일(가에이 5년 10월 3일)에 지시를 받았다. 그 주요 내용은 대일 임무 수행을 위한 광범위한 재량권의 행사와 일본 연안과 인접 대륙과 섬을 탐사하는 것이었다. 만약 곳마다 국가와 여러 지역의 사회, 정치, 상업 상황, 특히 통상을 할 새로운 대상에 대해 최대한 정보를 수집하라는 것 등이다.

### 페리 계획
일본을 개국시키는 임무가 주어지기 1년 전인 1851년 1월 페리는 일본 원정에 대해 자신의 기본 계획을 해군 장관 윌리엄 알렉산더 그레이엄에게 제출했다. 그 계획서에서 그는 다음과 같이 말하고 있다.
- 임무 성공을 위해 4척의 군함이 필요하며, 그 중 3척은 대형 증기 군함이다.
- 일본인이 책을 통해 증기선을 알고 있을지도 모르지만, 눈으로 보는 것만으로도 근대 국가의 군사력을 인식할 것이다.
- 중국인에 대해 했던 것처럼 일본인에 대해서도 “공포에 호소하는 것이, 친절에 호소하는 것보다 더 많은 이점이 있을 것”이다.
- 네덜란드가 방해할 것으로 예상되기 때문에 나가사키에서의 협상은 피해야 한다.

일본을 개국시키는 임무가 주어지자 계획은 더욱 커지게 된다. 동인도 함대 소속의 ‘서스퀘해나’, ‘새러토가’(항해 슬루프), ‘플리머스’(USS Plymouth) 외에 본국 함대의 증기함 4척, 항해 전열함 1척, 항해 슬루프 2척, 항해 보급함 3척으로 구성된 총 13척의 대함대 편성을 요구했다. 그러나 예정된 본국 함대의 증기군함 4척 중 사용할 수 있는 것은 ‘미시시피’뿐이었다. 또한 전열함은 비용이 너무 많이 들어 제외되었고 대신에 서인도에서 귀국한지 얼마 되지 않은 증기프리깃 ‘포우하탄’이 참가하게 되었다.

### 네덜란드의 (미국) 내항 예고

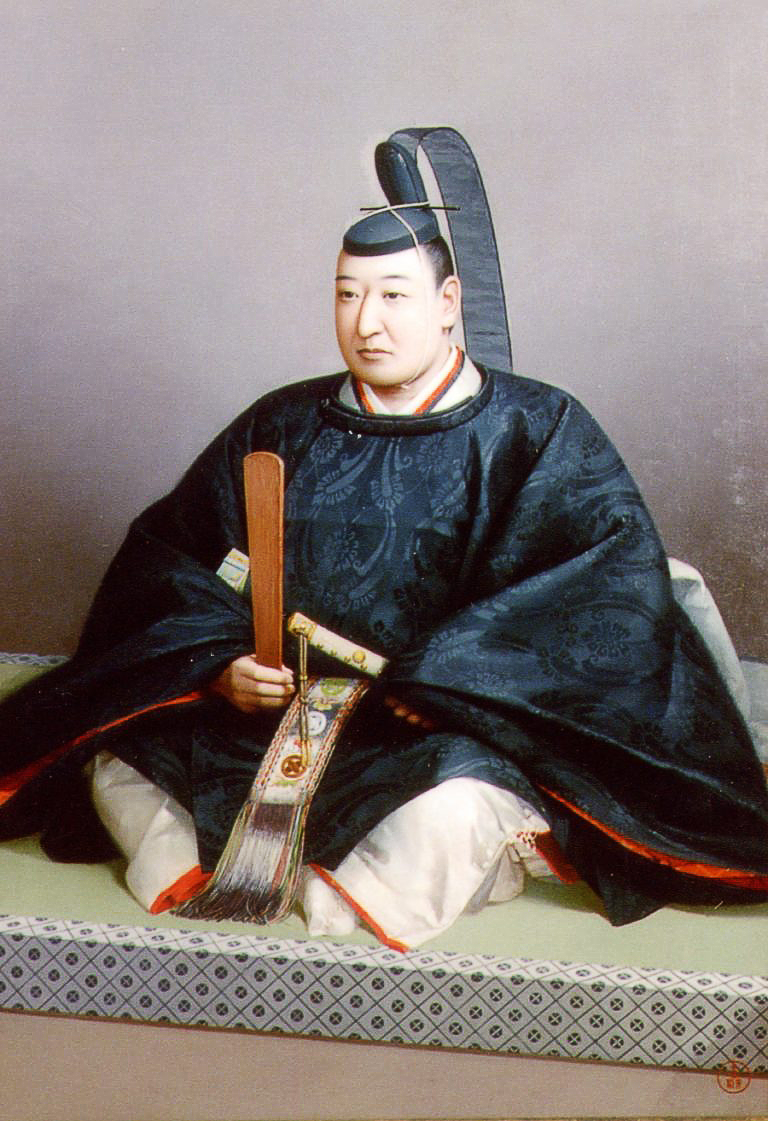
노중 수좌, 아베 마사히로

1852년 7월 21일 (가에이 5년 6월 5일), 네덜란드 상관장인 야뉘스 퀴르티위스는 나가사키 부교에게 ‘별단풍설서’(막부 말기 데지마 미공개 문서로 보존)를 제출했다. 거기에는 미국이 일본과의 조약 체결을 요구하고 있으며, 이를 위해 함대를 파견할 것이라는 것이 기재되어 있으며, 중국 주변에 있는 미국 군함 5척과 미국에서 파견될 예정인 4척의 군함 이름과 함께 사령관이 오릭에서 페리로 바뀔 것 같다는 것, 또한 함대에는 육전용 병력과 무기를 탑재하고 있다는 소문이 있다고 말하고 있었다. 출발은 4월 하순 이후가 될 것으로 알려져 있다고도 전했다.
또한, 퀴르티위스는 네덜란드령 동인도 총독 반 투이스토에게 1852년 6월 25일자 서신을 제출했다. 거기에는 미국 사절단 파견에 대처하는 네덜란드의 권장 사항으로 ‘나가사키 항에서 통상을 허용하고, 나가사키에 주재 공사를 받아들이고, 길드 사무소 건축을 허락한다. 외국인과의 교역은 에도, 교토, 오사카, 사카이, 나가사키, 다섯 곳의 상인들에게 한정한다’ 등 총 10가지에 걸친 이른바 통상 조약 초안도 보여 주었다.
노중 수좌 아베 마사히로는 여름 쯤에 막부에 등성한 다이묘의 대기실에서 후다이 다이묘에게 이것을 회람시켰다. 해안방어어용괘(수군사령관)로부터 의견을 들었지만, 통상 조약은 맺지 않는다는 답변을 얻었다. 또한 나가사키 부교도 네덜란드는 신용할 수 없다고 했기 때문에(이전 네덜란드 풍설서에서 영국, 홍콩 총독 존 바우링의 배편이 예고되었지만, 맞추지 못했기 때문에 모든 정보가 정확한 것은 아니었다.) 막부의 대응은 미우라반도의 방비를 강화하기 위해 가와고에번, 히코네번의 병력을 늘인 정도였다. 또한, 막부에서도 이 정보를 부교 수준까지의 상부에 머물게 하였고, 내항이 예상되었던 우라가의 실무를 맡은 관리(与力, 요리키) 등에게 전해지지 않았다. 한편, 도자마의 시마즈 나리아키라에게는 연말에 구두로 이 정보가 전해졌고, 나리아키라는 이듬해 미국 해군 동인도 함대의 류큐 여행 이후의 동정을 아베 마사히로에게 보고했으며, 양자는 위기감을 가졌지만 아쉽게도 막부 내에서는 소수파였다.
미국 정부는 페리의 일본 파견을 결정하면서 네덜란드 헤이그 주재 미국 대리 공사 폴섬을 통해 통상교섭 사절의 파견과 평화적인 목적을 네덜란드 정부가 일본에 통보해 줄 것을 의뢰 했다. 그러나 이 서한(1852년 7월 2일 지정)은 퀴르티위스가 일본으로 향해 자바를 출발한 후 반 투이스토의 수중에 도착했기 일본에 전달되지 못했다. 다만, 이듬해 즉 페리가 내항한 1853년(가에이 6년)에 제출된 특별 풍설서에서는 페리 파견의 목적이 통상 관계를 맺을 평화적인 것이라고 말하고 있다.

### 출항

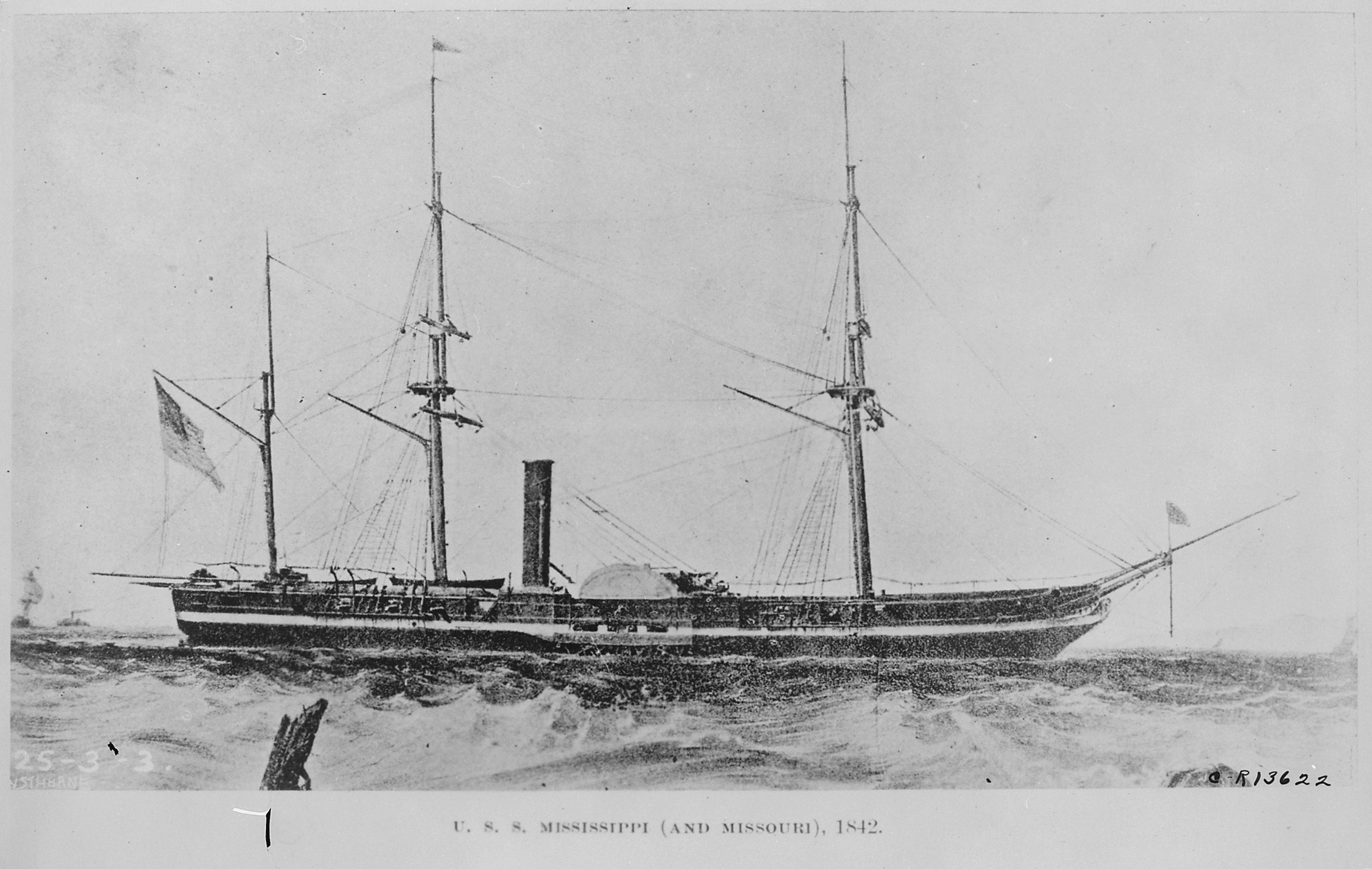
미시시피 호

1852년 11월 24일 58세의 매튜 캘브레이드 페리 사령관 겸 일본 파견 대사를 태운 증기프리깃 ‘미시시피 호’(USS Mississippi)는 단 함으로 노퍽을 출항하여 아시아로 향했다. 페리는 강경파 필모어 대통령(휘그당)으로부터 불가피하면 류큐의 점령도 불사하라는 명령을 받은 것으로 알려져 있었다. 미시시피는 대서양을 건너며 다음의 행로를 거치며, 각 항구에서 석탄과 보급 물자를 받았다.
- 마데이라섬 (12월 11일 - 15일)
- 세인트헬레나섬 (1853년 1월 10일 · 11일)
- 남아프리카공화국의 케이프타운 (1월 24일 - 2월 3일)
- 인도양의 모리셔스 (2월 18일 - 28일)
- 실론 (3월 10일 - 15일)
- 말라카 해협에서 싱가포르 (3월 25일 - 29일)
- 마카오, 홍콩 (4월 7일 - 4월 28일)
- 상하이 (5월 4일)

미시시피는 홍콩에서 범주슬루프 ‘플리머스’(USS Plymouth)와 범주보급함 ‘서플라이’(Supply)와 합류하였고, 상하이에서 증기프리깃 ‘서스퀘해나’(USS Susquehanna)와 합류했다. 이 때 이미 대통령은 민주당의 제14대 프랭클린 피어스 대통령이 대신하고 있었고, 그 아래에 제임스 도빈 해군장관은 침략 목적의 무력행사를 금지했지만, 항해 도중이었던 페리에게 전달되지 않았다.
도중 마카오에서 새뮤얼 윌리엄스를 중국어 통역으로, 상하이에서는 안톤 포트만을 네덜란드어 통역으로 고용해 일본으로 항해 도중에 필모어 대통령의 친서를 한문과 네덜란드어 판으로 만들어 두었다.

### 류큐 내항

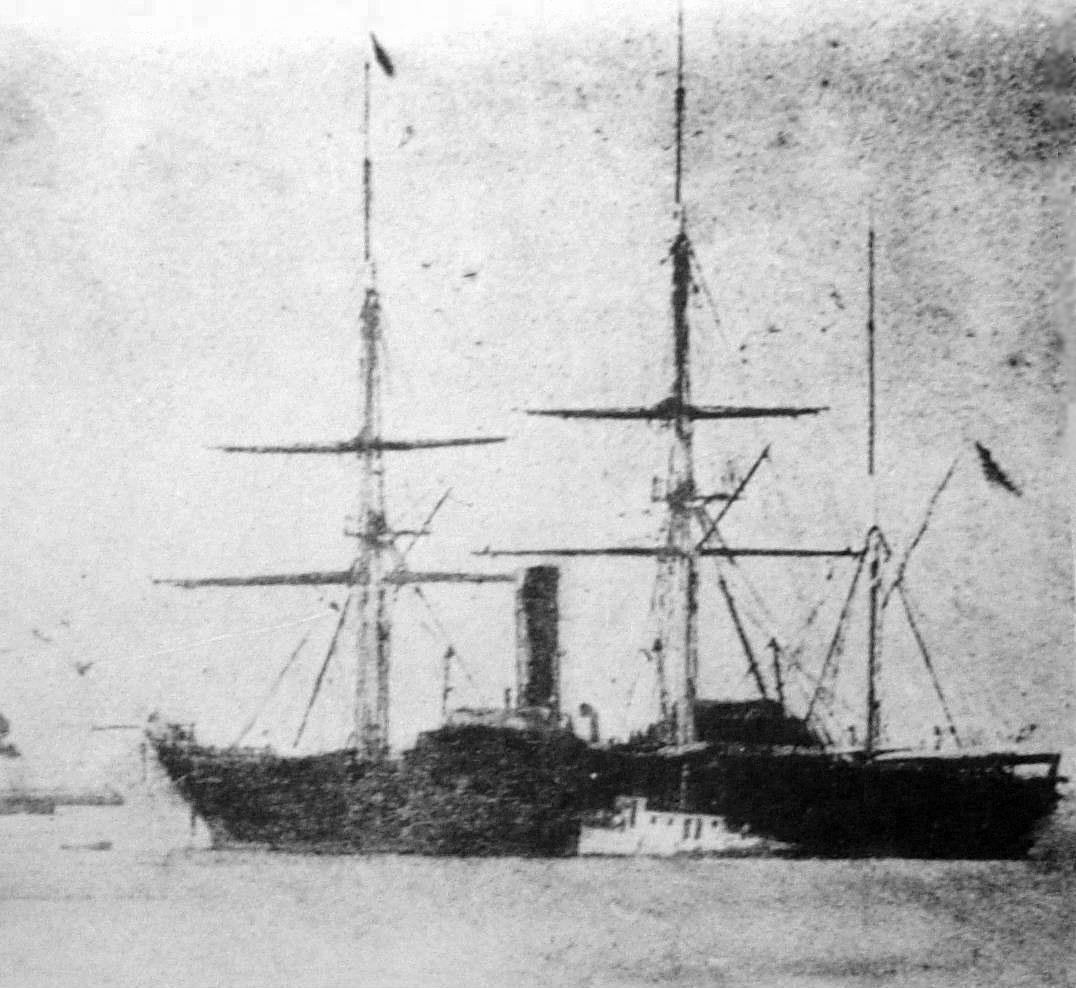
증기외륜 프리깃, 서스퀘해나 호

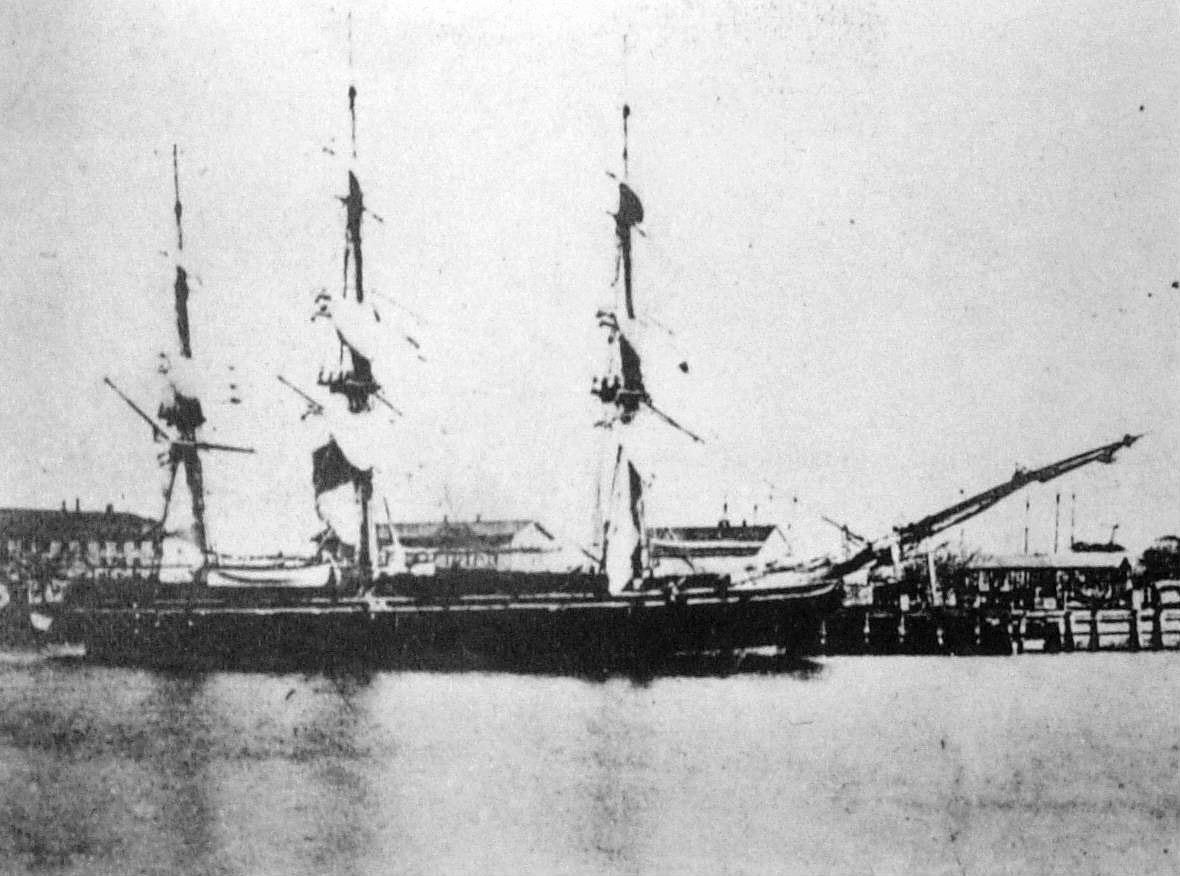
범주 슬루프, 새라토가 호

상하이에서 ‘서스퀘해나’로 기함을 옮긴 페리 함대는 1853년 5월 17일에 출항하여 5월 26일에 당시 사쓰마번의 영향 하에 있었던 류큐 왕국의 나하 앞바다에 정박했다. 페리는 슈리성 방문을 타진했지만, 류큐 왕국 측은 이를 거부했다. 그러나 페리는 이를 무시하고 무장한 병력을 이끌고 상륙하여 시내를 행진하면서 슈리성까지 진군했다.
류큐 왕국은 어쩔 수 없이 무기 반입과 병사의 입성만큼은 거부하는 조건을 걸었고, 페리는 무장을 해제하고 장교 몇 명과 함께 입성했다. 페리 일행은 북쪽 궁전에서 차와 과자 정도로 대접을 받았으며, 개국을 촉구하는 대통령 친서를 전달했다. 또한 장소를 성 밖 오미 저택으로 옮겨 술과 요리 접대를 받았다. 페리는 사의를 표하고, 보답으로 왕국 고관을 ‘서스퀘해나’로 초대하여 동행한 프랑스 요리사의 음식을 대접했다.
그러나 왕국이 준비한 환대는 방문객을 접대하는 관례에 불과한 것이었다. 청나라 책봉사자에 대한 접대보다 낮은 수준의 요리를 내오는 것으로 암암리에 페리의 친서에 대한 거부를 나타내는 것으로 많은 나라가 사용하는 수법이었다. 친절하게 행동함으로써 무력 제압을 면했지만, 류큐 왕국은 이후에도 페리의 일본의 중계 지점으로 활용되었다.
당시의 기록은 류큐 측이 발표한 《류큐왕국 평정소문서》(琉球王国評定所文書)에 자세히 기록되어 있다.

### 오가사와라 탐사
페리는 함대의 일부를 나하에 주둔시키고 본인은 6월 9일에 출항하여, 6월 14일부터 6월 18일에 걸쳐, 아직 영유권이 명확하지 못했던 오가사와라 제도를 탐사했다. 이 때 페리는 오가사와라의 영유권을 선언했지만, 즉시 영국으로부터 항의를 받았고, 러시아 선박도 항의를 하기 위해 오가사와라 근해로 남하했기 때문에 선언은 흐지부지되었다. 이후 일본은 하야시 시헤이의 《삼국통람도설》(三国通覧図説)의 설명을 근거로 영유권을 주장하였고, 미즈노 타다노리를 파견하여 하치조섬에 주민을 적극적으로 이주시킴으로써 영국과 러시아, 미국 등 당시의 열강 제국에 영유권을 인정받게 된다.
페리는 6월 23일에 다시 한 번 류큐로 귀환하였고, 다시 함대의 일부를 남겨두고 7월 2일에 대통령의 친서를 손에 들고 3척을 이끌고 일본으로 출항했다.

### 우라가 내항
1853년 7월 8일 (가에이 6년) 오후 5시에 우라가 앞바다에 나타나 정박했다. 일본인이 처음으로 본 함은 지금까지 방문했던 러시아 해군과 영국 해군의 선박과는 다른 것이었다. 검은 색 선체의 외륜선은 돛 이외에 바퀴와 증기기관으로도 항해를 하는 범선을 1함씩 끌고 들어오면서 굴뚝에서 구름 연기를 올리고 있었다. 일본들인은 그 모습을 ‘흑선’(黑船)이라고 불렀다.
우라가 앞바다에 정박한 함대는 기함 ‘서스퀘해나’(증기 외륜 프리깃 ), ‘미시시피’, ‘새러토가’(범주 슬루프), ‘플리머스’(USS Plymouth) 4척으로 구성되어 있었다. 대포는 총 73문을 장착하고 있었으며, 다급한 일본 측의 기습을 두려워하며 임전 태세를 취하면서 상륙에 대비하여 멋대로 에도 만의 측량 등을 하기 시작했다. 또한 만 내에서 독립기념일의 축포, 호령이나 신호를 목적으로 할 때나 사용하는 수십 발의 공포탄을 발사했다.
이 사건은 일본 측에 사전 통보가 되어 있었기 때문에, 지역민들에게 사전 포고령이 발령되어 있었다. 그러나, 최초의 포격으로 에도는 큰 혼란에 빠졌고, 이내 공포탄이라고 알게 되면서 지역민들은 포격음이 울릴 때마다 불꽃놀이를 감상하며 기뻐했다고 전해진다.
우라가에는 구경꾼으로 가득 찼고, 마음대로 작은 배를 타고 가까이 접근하여 승선과 접촉을 시도하기까지 했다. 그래서 막부는 무사나 상인들에게 ‘충분히 경계하도록’ 공고했고, 실탄 포격 소문과 함께 점차 불안감이 확산되게 되었다. 이때의 모습을 보고 “태평한 잠을 깨우는 상희선(上喜撰) 네 잔에 밤잠을 이루지 못한다”는 광가(狂歌)가 불리게 되었다. ‘상희선’은 우지차(고급 녹차 한 종류)의 한 종류인 희승(喜撰)의 상등품을 의미하며, 우지 차를 네 잔을 마셨을 뿐이지만 (카페인의 작용에 의해) 밤 잠을 이루지 못한다는 표면적 의미와 더불어 “불과 4배(당시는 배를 1배, 2배로 헤아림)의 이국선(上喜撰) 때문에 국내가 소란하여 밤에도 잠을 못 잔다”라는 뜻을 곁들여 야유를 퍼붓는 의미였다.
7월 9일, 막부는 선상의 페리에게 우선 우라가 관청의 요리키(관의 실무를 담당하는 하급 향리)인 나카지마 사부로스케를 파견하여 페리의 내항이 장군에게 미국 대통령 친서를 전달할 목적이라는 것을 파악했다. 그러나 페리 측은 막부에서 파견한 요리키의 계급이 너무 낮기 때문에 친서 전달을 거부했다.

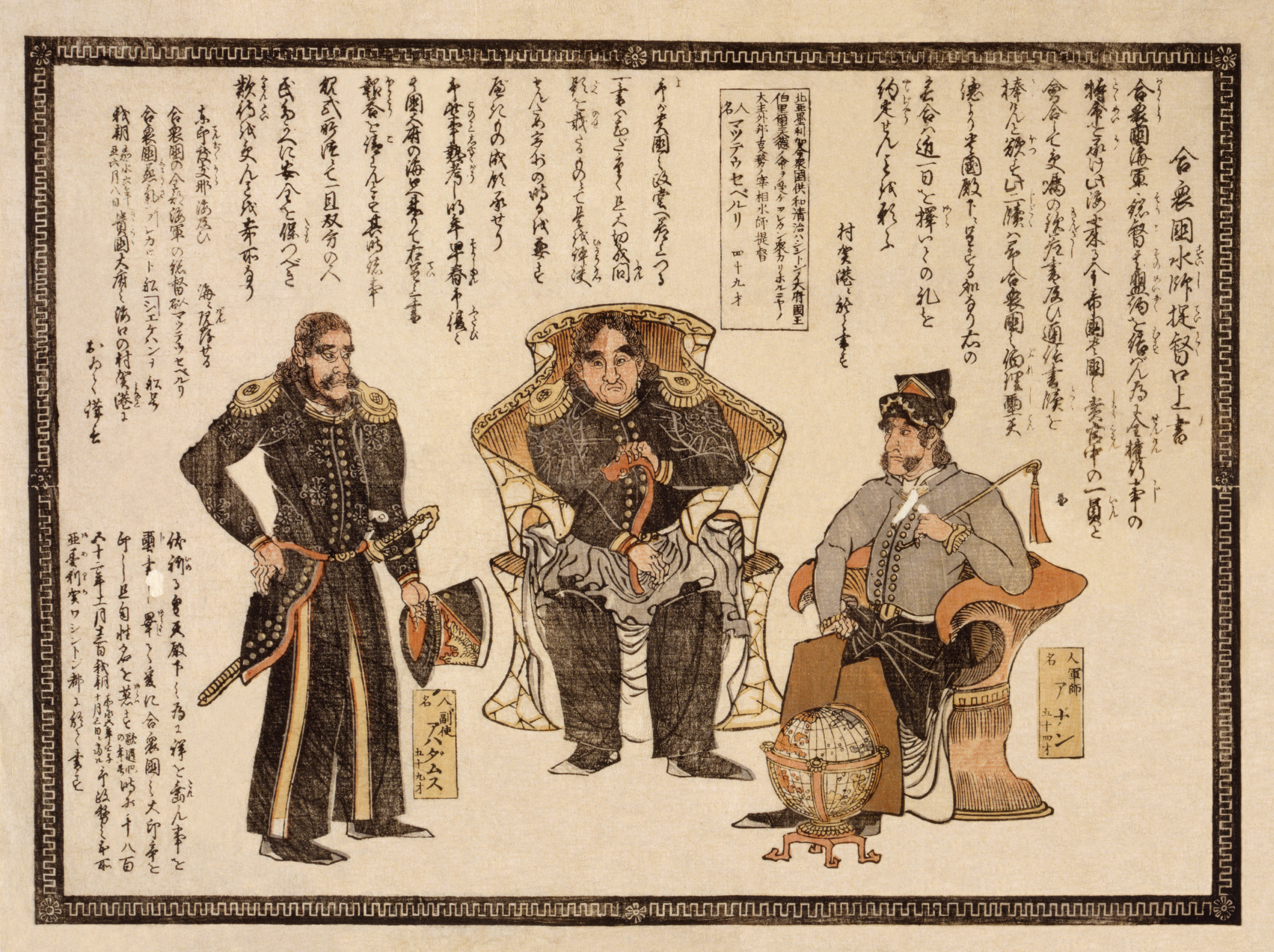
세 배의 함장 아난, 페리 그리고 헨리 애덤스 선장을 보여주는 일본 목판화

7월 10일, 우라가 관청의 요리키 카야마 에이자에몬(香山栄左衛門)이 우라가 부교(奉行, 사또 정도의 벼슬)라고 칭하고 서스퀘해나 호를 찾아갔다. 그는 그곳에서 프랭클린 뷰캐넌과 헨리 애덤스 두 함장과 회견을 했다. 그들의 대응은 바뀌지 않았고, 친서는 최고위 관리에게만 전달하겠다고 말하고 쫓아냈다. 에이자에몬은 상부와 상의하기 위해 4일 동안의 시간을 달라고 부탁했지만, 페리는 3일이라면 기다리겠다고 답했고 이어 “친서를 접수할 수 있는 고위직 관리를 파견하지 않으면, 에도 만을 북상하여 군사를 이끌고 상륙하여 장군에게 직접 전달하겠다”고 으름장을 놓았다. 페리는 에이자에몬과 회견이 열린 7월 10일 함대 소속의 각 함에서 1척씩 무장한 단정을 파견하여 우라가 항구를 측량하게 했다. 이 측량은 막부 측에 위협을 주는 효과를 가져왔다. 우라가 부교는 당연히 항의를 했다. 그러한 대답은 쇄국체제 하의 불평등한 국제관계를 배제하겠다는 생각이었으며, 일본에 대해 불평등한 국제 관계를 강요하는 의지가 내포되어 있었다.
7월 11일, 이른 아침부터 측량대는 미시시피 호를 호위하게 하고 항구 깊숙이 침입했다. 그런 행동의 이면에는 “강력한 군함으로 에도에 접근하는 태도를 보이면 일본 정부(막부)의 눈을 뜨게 하고, 미국에 보다 유리한 대답을 줄 것이다"라는 페리의 계산이 깔려있었다.
이들의 행동에 막부는 큰 충격을 받아 7월 12일 “잠시 참아내고 어떻게든 그 뜻에 맞추어 줘서, 신속하게 배를 퇴선케 하여 뒷일을 도모하자”는 견지에서 국서를 수령하고 대답은 나가사키 네덜란드인 상관장을 통해 전달하도록 우라가 부교 이도 히로미치에 훈령을 내리고 협상을 진행하게 했다.
이때 제12대 장군 도쿠가와 이에요시는 병치레를 하고 있었고, 국가의 중대사를 결정할 수 있는 상태가 아니었다. 노중 수좌 아베 마사히로는 7월 11일에 ‘국서를 수령하는 정도는 어쩔 수 없는 것’이라는 결론에 도달했다. 7월 14일에 페리 일행의 구리하마 상륙을 허용했고, 시모소네 노부아쓰 부대의 경비 아래 우라가 봉행 도다 우지요시와 이도 히로미치와 함께 페리와 회견을 했다.
페리는 그들에 개국을 재촉하였고, 필모어 대통령의 친서, 제독의 신임장, 각서 등을 전달했다. 막부는 “장군이 병치레 중이어서 결정할 수 없다”며 1년간 대답 유예를 요구했기 때문에 페리는 “대답을 듣기 위해 1년 후 다시 내항하겠다”고 대답했다. 이 회담에서는 문서의 전달만 이뤄졌으며 아무런 외교적 협상은 진행되지 않았다. 일본 측의 전권대사인 우라가 봉행 도다와 이도 두 사람은 한마디도 하지 않았다. 일본 측은 회견 끝마치고 2, 3일 후 퇴거할 것이라고 생각하고 있었지만, 페리는 7월 15일까지 미시시피 호로 옮겨타서 우라가에서 20마일 북쪽으로 에도의 항구를 뚜렷이 바라볼 수 있는 곳까지 가서 장군에게 충분한 위협 시위를 하고 고시 앞바다로 뱃머리를 돌렸다.
7월 17일에 함대는 에도를 떠나 류큐에 머물고 있는 함대와 합류해 영국 식민지인 홍콩으로 돌아갔다. 페리는 본국 정부 지시를 관철하는데 성공했다. 1853년 내항한 미국 함정의 개요는 다음과 같다.
| 함명                   | 함종            | 건조년도 | 적재/배수량                               | 승조원 | 기관출력      | 무장                                                   |
| ---------------------- | --------------- | -------- | ----------------------------------------- | ------ | ------------- | ------------------------------------------------------ |
| 서스퀘해나 Susquehanna | 증기외륜 프리깃 | 1850년   | 적재량 2450톤（bm톤） 배수량 3824 영국 톤 | 300명  | 420NHP 795IHP | 150파운드 패럿 포 x2 9인치 달그렌 포 x12 12파운드 포x1 |
| 미시시피 Mississippi   | 증기외륜 프리깃 | 1841년   | 적재량 1692톤（bm톤） 배수량 3220 영국 톤 | 260명  | 434NHP 650IHP | 10인치 벡상 포x8 8인치 벡상 포x2                       |
| 새러토가 Saratoga      | 범주 슬루프     | 1843년   | 적재량 882톤（bm톤）                      | 260명  | 없음          | 8인치 포x4 32파운드 포x18                              |
| 플리머스 Plymouth      | 범주 슬루프     | 1844년   | 적재량 989톤（bm톤）                      | 260명  | 없음          | 8인치 포x8 32파운드 포x18                              |

### 페리 퇴거 후 막부
페리가 물러난 지 불과 10일 후인 7월 27일에 막부 도쿠가와 이에요시가 사망했다. 제13대 쇼군으로 취임한 장군 후계자 도쿠가와 이에사다는 병약해서 국정을 잘 이끌어 갈 수 있는 인물은 아니었다. 노중 등 중신들도 딱히 묘안은 없는 마당에 국내에서는 이국을 배척하자는 양이론이 높아지고 있어 수좌 아베는 개국 요구에 골머리를 썩고 있었다.
7월 1일, 아베는 널리 각 다이묘로부터 하타모토(旗本), 심지어 서민에 이르기까지 막부 정치에 참여하지 않는 사람들에게도 외교에 대한 의견을 구했다. 이것은 개막 이후 처음 있는 일로 국정에 발언권이 없었던 도자마 다이묘는 기뻐했지만, 묘안을 내지는 못했다. 이후 국정을 막부 혼자가 아닌 합의제로 결정하자는 ‘공의여론’에 대한 생각만 무성했고, 결과적으로 막부의 권위만 낮추게 되었다.

### 군비 증강

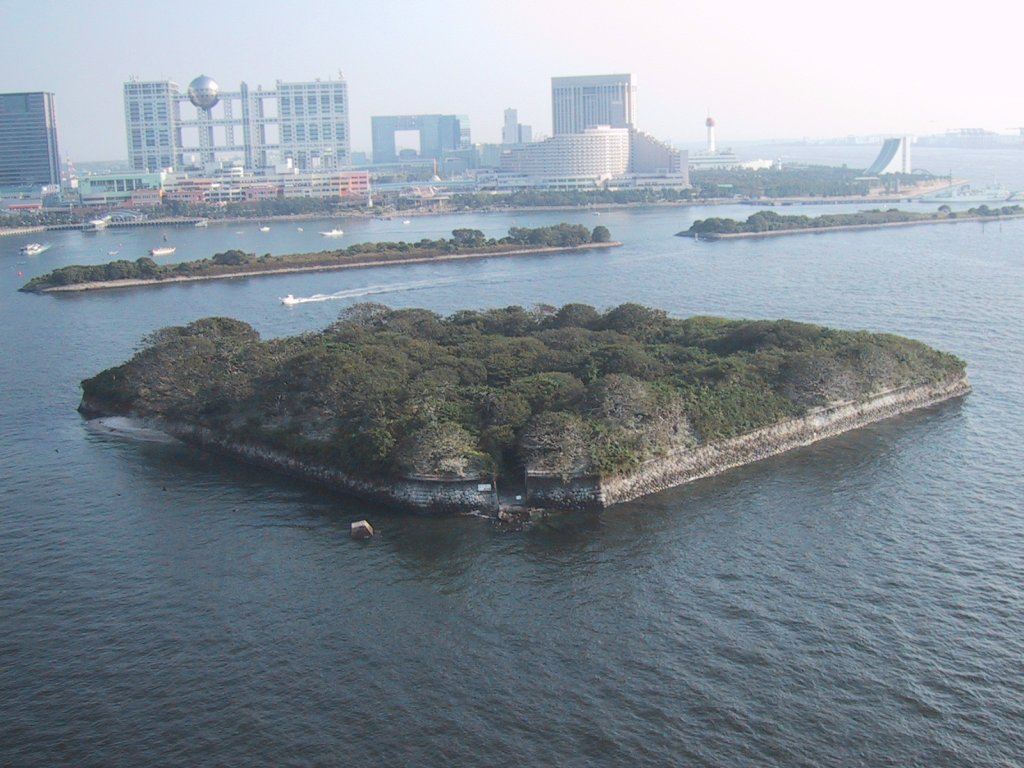
1853년~1854년에 미국의 침입에 대비해 도쿄 입구에 세워진 오다이바 포대

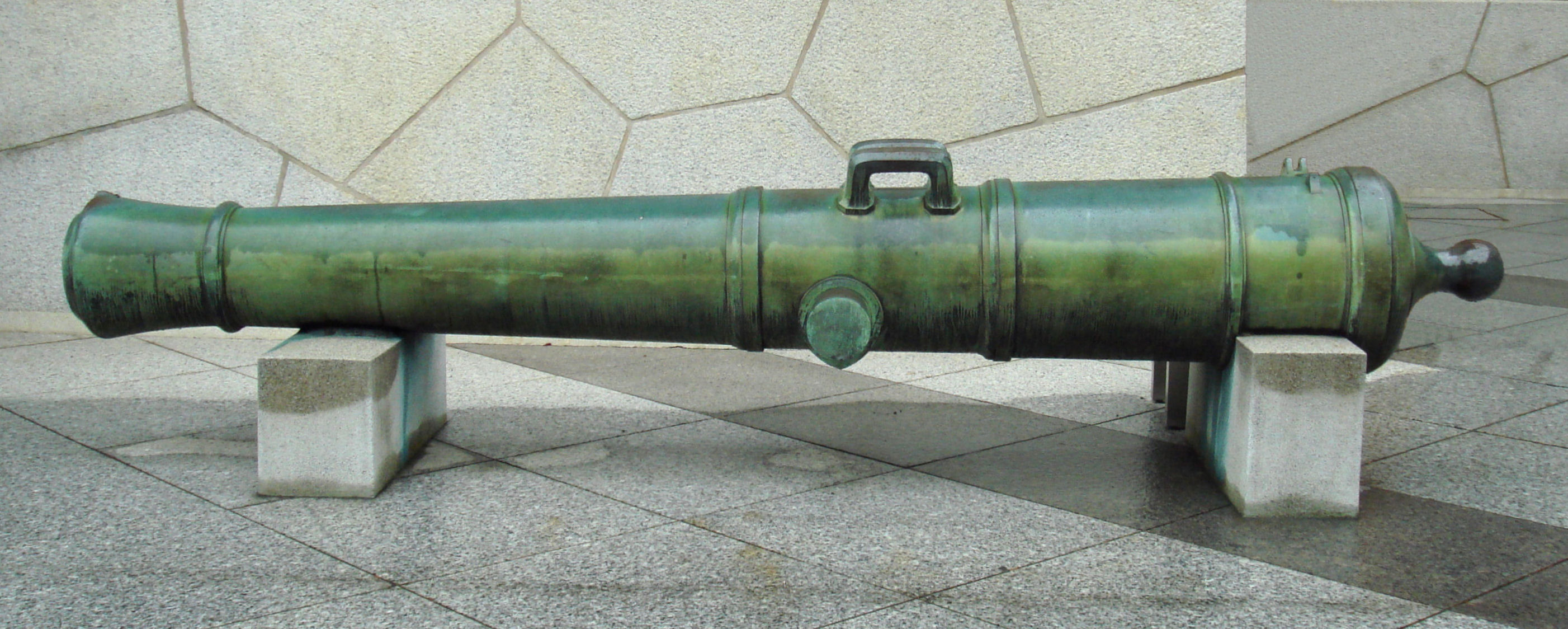
오다이바에 있었던 대포 중 하나, 80파운드 청동, 250mm 구경, 길이 3830mm.

아베는 미국 측과 전투를 할 때를 대비해 에도 만 보안을 강화하기 위해 8월 26일에 에가와 히데타츠 등에게 포대를 만들어 두라고 명령했다. 에가와는 훗쓰- 간논자키, 혼모쿠 - 기사라즈, 하네다 바다, 시나가와 앞바다에 4선 방어선을 제안했지만, 예산, 공사 기간 등의 이유로 우선 시나가와 앞바다 11개소에 포대를 조성하게 되었다.
12월 14일에는 건조 중이던 1~3번 포대의 수비로 가와고에번, 아이즈번, 오시번을 임명했다. 또한 〈대선건조의 금〉을 통해 금지시켰던 대형 선박의 건조도 허용하고 각 번에 군함 건조를 장려했고, 막부 스스로도 서양식 범선 ‘호오마루’를 10월 21일에 우라가 조선소에서 착공한다. 페리가 떠난 지 불과 일주일 후인 7월 24일에 네덜란드의 함선을 주문했다. 12월 7일에는 2년 전에 미국에서 귀국한 도사번의 번교 교수가 되었던 존 만지로를 하타모토로 본격적으로 등용하고 미국의 사정 등을 말하게 했다.

## 1854년의 내항

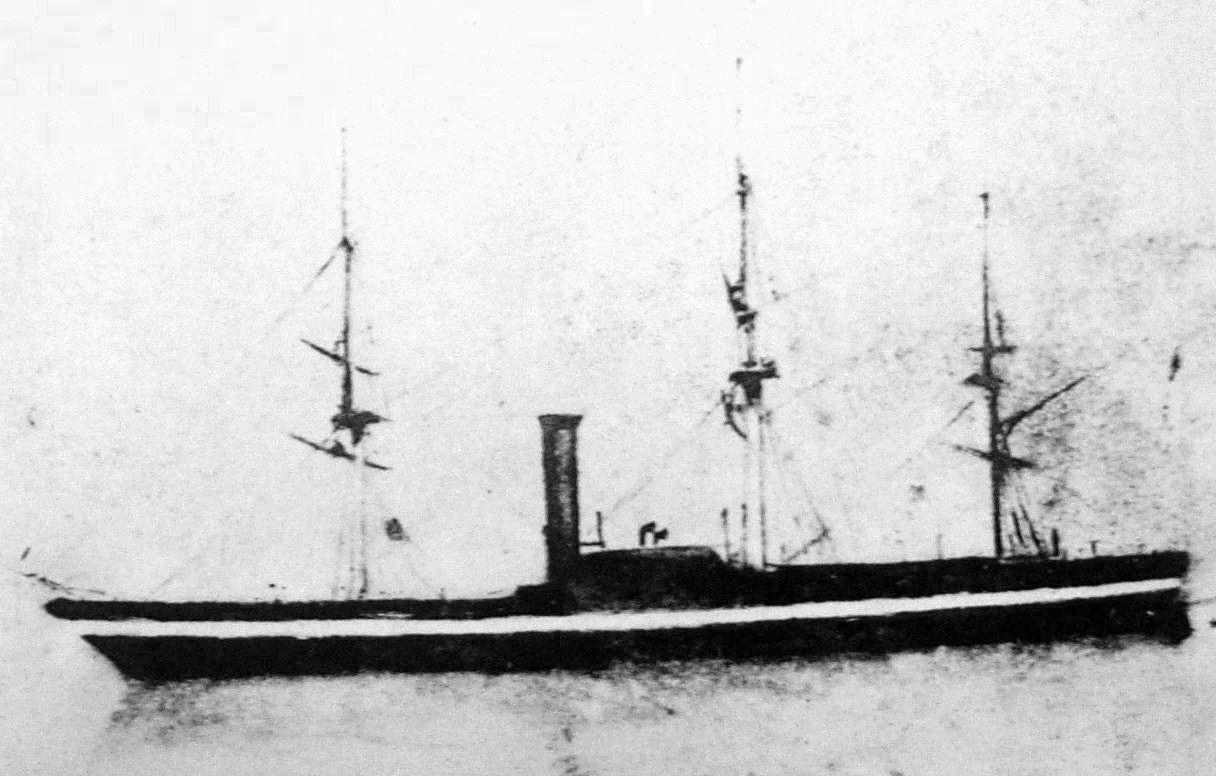
포우하탄 호

1854년 2월 13일, 페리는 류큐를 통해 다시 우라가에 내항했다. 막부와 1년간의 유예 기간을 준다고 타협하고서 굳이 반년 만에 결단을 강요하자, 막부는 매우 초조해졌다. 페리는 홍콩에서 막부 이에요시의 죽음을 알고 국정 혼란의 틈타보려고 생각했던 것이다. 여기에서 페리의 외교 수완을 간파할 수 있다.
1854년 2월 11일에 수송함 ‘사우스햄턴’(범선)이 나타났고, 2월 13일에는 ‘서스퀘해나’, ‘미시시피’, ‘포우하탄’(이상, 증기외륜 프리깃), ‘마케도니안’, ‘밴달리아’(이상 범주 슬루프), ‘렉싱턴’(범주 보급함) 6척이 도착했다. 이들은 에도 만 도착 후 기함을 ‘포우하탄’으로 옮겼다. 3월 4일에 ‘새러토가’(범주 슬루프), 3월 19일에 ‘서플라이’(범주 보급함)가 도착해 모두 9척으로 당시로서는 대규모 함대가 에도 만에 집결하여 큰 충격을 주었다. 이때도 우라가에는 많은 구경꾼들이 몰려와 관광지가 되어 있었고, 제멋대로 배를 내어 미국인과 접촉하려는 시도도 있었다. (요시다 쇼인이 외국 유학을 위해 밀항을 기도하여, 포우하탄 호에 접촉한 것은 1854년 4월 25일로 시모다 앞바다에 정박하고 있을 때가 아니었다.)
막부는 예정되지 않은 갑작스런 대규모 함대의 출현에 놀랐지만, 이전의 내항 때처럼 일본 측이 미국 측을 적대적으로 대하지는 않았고, 미국 측은 선상에서 일본 측의 사신에게 프랑스 요리를 대접하며 환영했다. 일본인이 도미를 좋아한다는 정보를 듣고, 미국 측은 도미를 낚아 요리에 사용하는 등 일본 측을 의식한 부분이 요리에 나타났다.

### 조약 협상

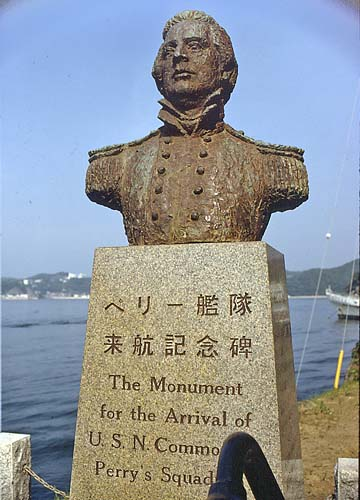
시모다시의 페리의 흉상

약 1개월간의 협상 끝에 막부는 미국의 개국 요구를 받아 들였다. 3월 31일 페리는 약 500명의 장교와 선원들과 함께 무사시국 가나가와 근처의 요코하마 촌(현 가나가와 현 요코하마 시)에 상륙하여 일본 측의 환대를 받았다. 하야시 아키라를 중심으로 협상이 시작되었고, 전체 12개조에 달하는 〈미일화친조약〉(가나가와 조약)이 체결되었다. 미국과 일본은 공식적으로 합의를 하였고, 3대 쇼군 도쿠가와 이에미쓰 이후로 200년 이상 이어온 이른바 쇄국 정책이 막을 내리게 되었다. 그 후 5월 하순에 시찰을 위해 하코다테 항구에 입항하여, 마쓰마에번 가로격 마쓰마에 카게유에게 하코다테 항에 대한 동의를 요구했지만, 권한이 없다며 거절당한다. 하코다테에서 돌아온 뒤 이즈국 시모다(현 시즈오카현 시모다시)의 료젠지(了仙寺)로 협상장을 옮겨, 6월 17일에 화친 조약의 세칙 규정으로 전체 13개조로 이뤄진 〈시모다 조약〉을 체결했다.

## 귀환
페리 함대는 6월 25일에 시모다를 떠나 귀로에 들른 류큐 왕국과 정식으로 통상조약을 체결했다. 페리는 미국에 귀국 후 이러한 항해기 ‘일본원정기’(지금도 이 사건의 일급 자료이다)를 정리해 의회에 제출했지만, 조약 체결의 중임을 완수한 지 불과 4년 후인 1858년에 64세의 나이로 사망했다. 그 후 미국은 치열한 남북전쟁에 돌입하였고, 일본과 청나라에 대한 영향력을 상실하게 되었고, 결국 영국과 프랑스, 러시아가 일본과 관계를 강화하고, 청나라에 대한 영향력을 확대해 갔다.
1945년 9월 2일 도쿄의 전함 미주리 함상에서 일본의 항복 문서 조인식이 열렸을 때 이때의 페리 함대의 기함 ‘포우하탄’에 걸려 있던 미국 국기가 본국에서 반입되어 그 깃발 앞에서 조인식이 열렸다. 1864년 7월에 류큐에서 페리 함대에게 보내진 범종은 애너폴리스 미국 해군사관학교에 장식되었고, 학교 축구 우승 축하 때 울렸었지만, 1987년 오키나와에 반환되었다. 이 종의 정식 명칭은 ‘옛 대안선사 종’(旧大安禅寺鐘)이며, 통칭 ‘호국사 종’(護国寺の鐘)이라고 불리며 1456년에 제작된 종이다.
1854년 내항한 함정의 개요는 다음과 같다.
| 함명                   | 함종            | 건조년도    | 적재/배수량                               | 승조원 | 기관출력      | 무장                                                    |
| ---------------------- | --------------- | ----------- | ----------------------------------------- | ------ | ------------- | ------------------------------------------------------- |
| 포우하탄 Pawhatan      | 증기외륜 프리깃 | 1852년      | 적재량 2415톤（bm톤） 배수량 3765 영국 톤 | 289명  | 420NHP 795IHP | 11인치 달그렌 포 x1 9인치 달그렌 포 x 10 12파운드 포x 5 |
| 서스퀘해나 Susquehanna | 증기외륜 프리깃 | 1850년      | 적재량 2450톤（bm톤） 배수량 3824 영국 톤 | 300명  | 420NHP 795IHP | 150파운드 패럿 포 x2 9인치 달그렌 포 x12 12파운드 포x1  |
| 미시시피 Mississippi   | 증기외륜 프리깃 | 1841년      | 적재량 1692톤（bm톤） 배수량 3220 영국 톤 | 260명  | 434NHP 650IHP | 10인치 벡상 포x8 8인치 벡상 포x2                        |
| 새러토가 Saratoga      | 범주 슬루프     | 1843년      | 적재량 882톤（bm톤）                      | 260명  | 없음          | 8인치 포x4 32파운드 포x18                               |
| 마케도니안 Macedonian  | 범주 슬루프     | 1852년 개조 | 적재량 1341톤（bm톤）                     | 489명  | 없음          | 8인치 포x6 32파운드 포x16                               |
| 밴달리아 Vandalia      | 범주 슬루프     | 1848년 개조 | 적재량 770톤（bm톤）                      | 150명  | 없음          | 8인치 포x4 32파운드 포x16                               |
| 사우스햄턴 Southampton | 범주 보급함     | 1845년      | 적재량 567톤（bm톤）                      | -      | 없음          | 42파운드 포x 2                                          |
| 렉싱턴 Lexington       | 범주 보급함     | 1843년 개조 | 적재량 691톤（bm톤）                      | 190명  | 없음          | 32파운드 포x 6                                          |
| 서플라이 Supply        | 범주 보급함     | 1846년 구입 | 적재량 547톤（bm톤）                      | 60명   | 없음          | 24파운드 포x 4                                          |

## 같이 보기
- 미일화친조약
- 미일수호통상조약
- 흑선
- 막말
- 사코쿠

## 참고자료
- William Alexander Graham (Author), "The Papers of William Alexander Graham. Volume IV, 1851-1856." Raleigh: State Department of Archives and History, 1961. ASIN: B000LLC9GQ
- K. Jack Bauer, "A Maritime History of the United States: The Role of America's Seas and Waterways", University of South Carolina Press (July 1, 1989), ISBN 978-0-87249-671-2
- 石井孝『日本開国史』, 吉川弘文館（2010년）。ISBN 978-4-642-06361-6。초판본 1972년